# Doritos

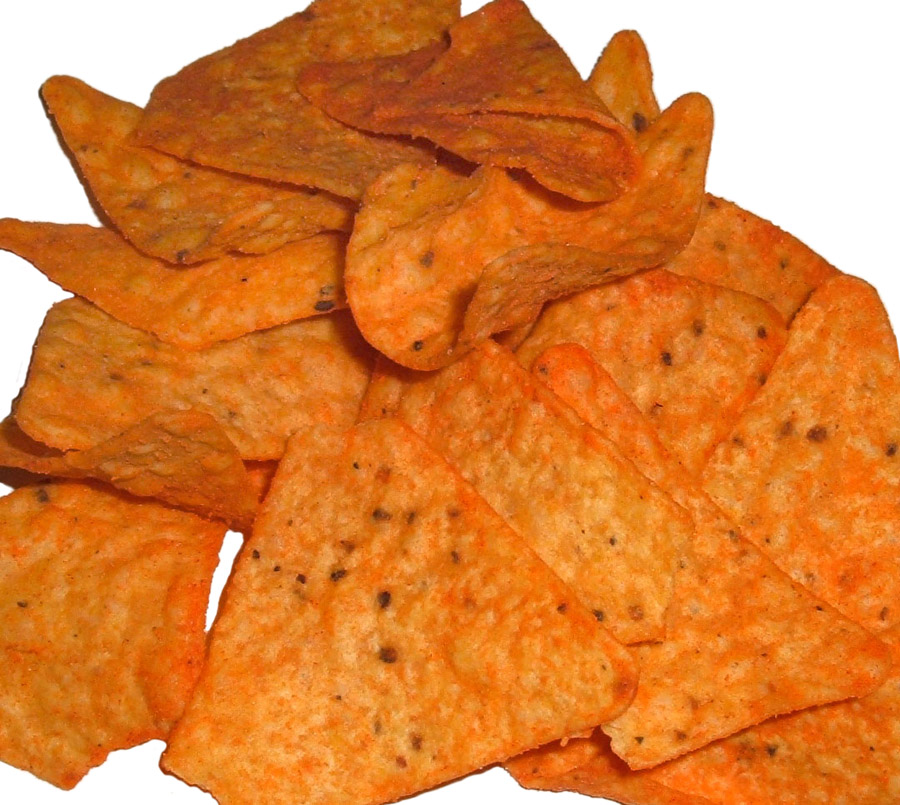
Doritos amb gust de formatge

Doritos és una marca de tortilla xip elaborada per la multinacional Frito Lay. L'aperitiu està fet amb blat de moro, presenta ser de forma de nacho (triangular) i és distribuït en diversos països amb diferents sabors. El producte va ser inventat per Arch West el 1964, i va ser la primera marca de totopos distribuïda per tot Estats Units. El seu nom deriva d'un terme en espanyol que vol dir trossets d'or.
La marca és líder en el sector de xips de truita a nivell mundial ha estat una de les més rendibles en la història de Frito Lay, ja que en la dècada de 1990 suposava un terç dels ingressos totals del grup. El 1995 el producte va patir diversos canvis, que passaven per redissenyar els xips i afegir nous gustos i espècies. Des de 2002, no s'usen greixos transgènics en la seva elaboració.
El gust més comú de Doritos és el de formatge de nachos. No obstant això, als Estats Units d'Amèrica hi ha més varietats de gustos com ara ranxer, picant, pizza, tacs, de bitxo, hamburgueses, etc. A Mèxic també hi ha altres varietats de gustos com ara salsa verda, incògnita, enxilada i pizzerola.